# Malacoscylus fasciatus
Malacoscylus fasciatus är en skalbaggsart som beskrevs av Maria Helena M. Galileo och Martins 1998. Malacoscylus fasciatus ingår i släktet Malacoscylus och familjen långhorningar. Inga underarter finns listade i Catalogue of Life.